# Roger Moore
Sir Roger George Moore KBE (Stockwell, Londres, 14 d'octubre de 1927 - Crans-Montana, 23 de maig de 2017) fou un actor anglès, sobretot conegut per interpretar dos herois d'acció britànics, Simon Templar a la sèrie de televisió The Saint de 1962 a 1969, i a James Bond a la sèrie de pel·lícules de l'agent secret, des de 1973 a 1985. Va ser ambaixador de l'UNICEF.

## Primers anys
Moore va néixer a Stockwell, Londres (de vegades en entrevistes Moore s'hi ha referit com Saint Ockwell). Fill únic de George Moore, un policia, i Lillian "Lily", mestressa de casa, va estudiar a l'Institut Battersea, però va ser afectat per les evacuacions de civils a la Gran Bretanya durant la Segona Guerra Mundial, I el van enviar a Holsworthy, Devon i va ser llavors educat a l'escola del Dr. Challoner. Després va anar al Col·legi de St Hild and St Bede a la Universitat de Durham. En fer 18 anys, tot just acabada la guerra, Moore va fer el servei militar. Va ser nomenat com a oficial i finalment va esdevenir capità. En el seu estil autodeprecatori habitual, afirmava que el seu nomenament va tenir lloc perquè físicament encaixava amb l'estereotip d'un oficial, més que per tenir algunes habilitats o lideratge excepcional. Moore va servir en el Cos de Servei d'Exèrcit Reial, comanant un magatzem petit a l'Alemanya Occidental. Va ser transferit a la branca de diversió (sota Spike Milligan), i immediatament abans d'acabar el seu servei militar, va fer un petit treball a RADA (l'Acadèmia Reial d'Art Dramàtic), amb el director cinematogràfic Brian Desmond Hurst, que va utilitzar Moore com a extra a la seva pel·lícula Trottie True. Moore era company de classe a RADA amb la seva futura col·lega de Bond Lois Maxwell, l'original Miss Moneypenny.
El jove Moore va sortir a pel·lícules a mitjans i finals dels anys 1940, com a extra. L'ídol cinematpgràfic de Moore quan era nen va ser Stewart Granger. Amb 17 anys, Moore va sortir com a extra a la pel·lícula Cèsar i Cleopatra (1945), i finalment va conèixer el seu ídol a l'escenari. Moore més tard va treballar amb Granger aThe Wild Geese.

## Carrera

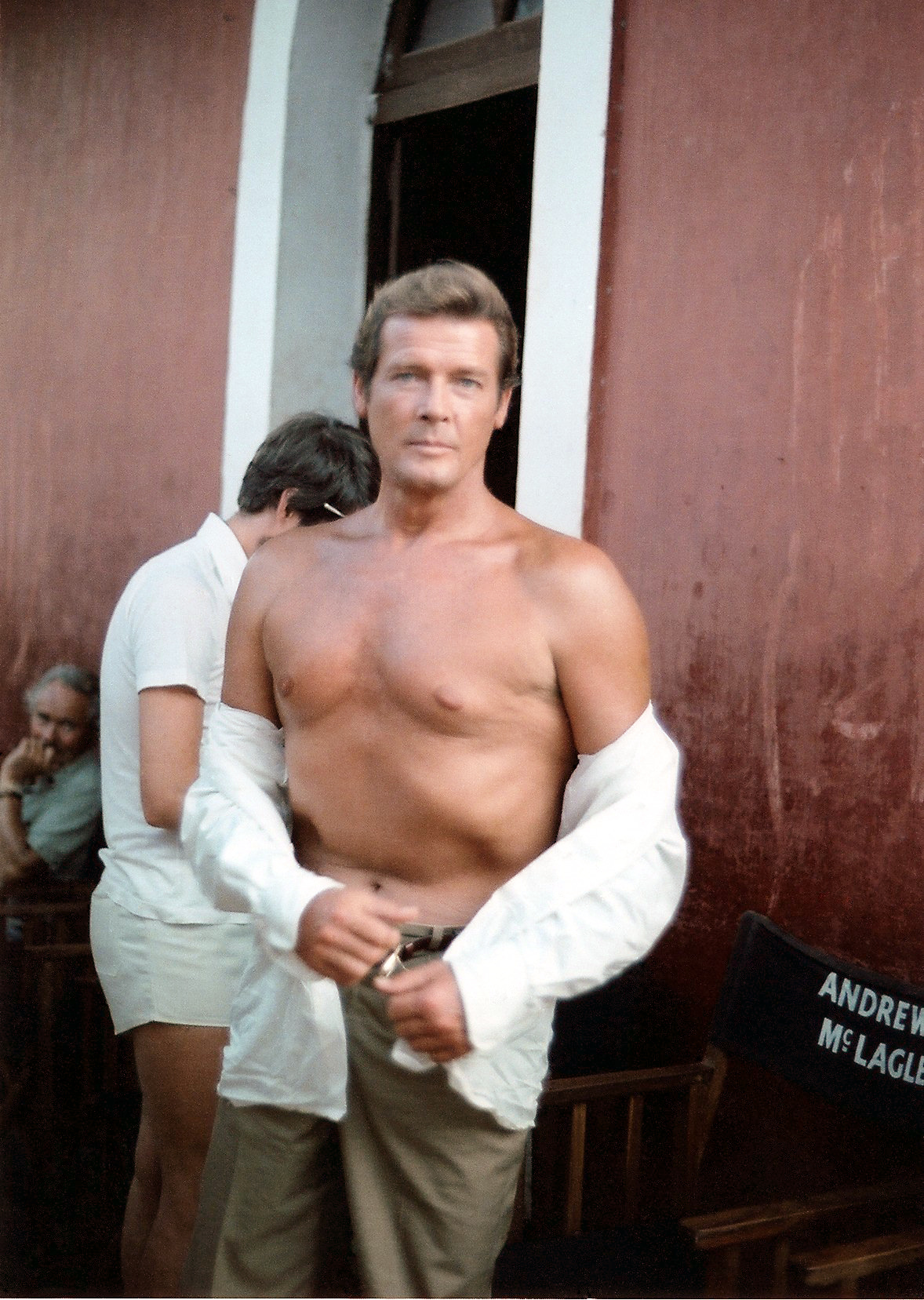
Roger Moore a Els llops de mar

### Primers treballs (1950 - 1960)
A principi dels anys 1950, Moore treballava com a model masculí, apareixent en anuncis d'una marca de gènere de punt (guanyant-se el renom divertit "The Big Knit" (el gran tricotador), i una gamma àmplia d'altres productes com pasta de dents - un element que molts crítics han utilitzat per tipificar les seves lleugeres credencials com a actor. El seu primer paper conegut a la televisió va ser el 27 de maig de 1950 aDrawing Room Detective. Presentat per la veterana locutora de la BBC Leslie Mitchell, va convidar els espectadors a casa seva a trobar pistes d'un delicte, entre els actors incloïa Alec Ross (primer marit de Sheila Hancock) i Michael Ripper. Excloent entrevistes, Moore no ha treballat per la BBC des d'aleshores.
Encara que Moore va guanyar un contracte amb la MGM els anys 1950, les pel·lícules que van anar a continuació no van ser un èxit i, en les seves pròpies paraules, "At MGM, RGM (Roger George Moore) was NBG (no bloody good). (A la MGM, RGM no és gens bo)". Va protagonitzarThe Miracle (1959), una versió de l'obra Das Mirakel per Warner Bros. que havia estat rebutjada per Dirk Bogarde.
Finalment, va ser a la televisió on Moore es va fer un nom. Era l'heroi homònim en el serial Ivanhoe, una adaptació molt lliure de la novel·la de Walter Scott, i també va aparèixer a la sèrie The Alaskans, així com interpretant Beau Maverick, un cosí anglès de l'aventurer Bret Maverick (James Garner) a Maverick.

### The Saint(1961 - 1969)
La fama mundial li va arribar després del càsting per Simon Templar en una nova adaptació de The Saint per una sèrie de TV, basada en les novel·les de Leslie Charteris. Moore va dir en una entrevista, el 1963, que volia comprar els drets del personatge de Leslie Charteris i les marques registrades, però no tenia prou diners. També feia broma amb el fet que se suposés que el paper havia estat pensat per a Sean Connery, que no estava disponible. La sèrie de televisió es feia al Regne Unit amb la mirada posada en el mercat americà, i el seu èxit allà (i en altres països) va fer de Moore un nom que havia entrat a les llars - i a la primavera de 1967 finalment havia arribat al nivell d'una estrella internacional. També ho feia el seu estil afable i bromista que transferiria a James Bond. Moore també passaria a dirigir uns quants episodis de la sèrie, que es rodaria en color el 1967.
The Saint va estar en pantalla des de 1961 durant sis temporades i 118 episodis, sent (ambL'Avengers) la sèrie de la seva classe que va estar més temps a la televisió britànica. Tanmateix, Moore estava cada vegada més cansat del paper, i li interessava diversificar-se. Va fer dues pel·lícules immediatament després que la sèrie hagués acabat: Crossplot, una pel·lícula'd'espies' lleugera, i la més aconseguidaThe Man Who Haunted Himself (1971). Dirigida per Basil Dearden, va donar Moore l'oportunitat de demostrar una adaptabilitat més àmplia que el paper de Simon Templar li havia permès, encara que les ressenyes de l'època eren tèbies, i deixava pocs diners a la taquilla.

### Després deThe Saint(1969 - 1973)
La televisió enredava altra vegada Moore, al costat de Tony Curtis, en el qual ha esdevingut una sèrie de culte,The Persuaders!. Presentava les aventures de dos playboys milionaris a través d'Europa. Per aquesta sèrie Moore va cobrar un milió de £ per capítol, fent-lo l'actor de televisió més ben pagat del món. Tanmateix, Lew Grade afirmava en la seva autobiografiaStill Dancing, que Moore i Curtis "didn't hit it off all that well". "no tenien una bona relació". Curtis es negava a passar més temps en l'escenari del que era estrictament necessari, mentre que Moore estava sempre disposat a fer hores extraordinàries.
La sèrie va fracassar a Amèrica, on s'havia venut a l'ABC però va tenir èxit a Austràlia i a Europa. A Alemanya on la sèrie sortia amb el nomDie Zwei, va esdevenir un èxit amb un doblatge especial que amb prou feines feia servir els originals dels diàlegs. I a la Gran Bretanya també va ser popular, encara que a la seva estrena a la ITV, va batre els índexs de repeticions deMonty Python's Flying Circus a la BBC1. Quan el Canal 4 va repetitThe Avengers iThe Persuaders! el 1995, es va veure que l'últim, que no s'havia vist durant anys, no havia envellit tant com l'anterior. Des d'aleshores no se l'ha vist en cap dels cinc canals terrestres tradicionals del Regne Unit.
Des de llavors,The Persuaders han gaudit d'un renaixement tant a la televisió com en DVD, reunint els'rivals' Moore i Curtis i donant peu a comentaris dels assumptes més recents. A França, on la sèrie (tituladaAmicalement Vôtre) sempre havia estat popular, les edicions de DVD s'acompanyen d'una revista mensual del mateix nom.

### James Bond (1973 - 1985)
Hi ha moltes històries apòcrifes pel que fa a l'elecció de Moore com a possible candidat per a paper de James Bond. Algunes fonts, específicament Albert R. Broccoli a la seva autobiografiaWhen The Snow Melts (Quan la neu es fon), declara que Moore va ser considerat per a Dr. No, i que era el favorit d'Ian Fleming per al paper després d'haver vist Moore com a Simon Templar a The Saint; tanmateix, la sèrie no va sortir al Regne Unit fins a l'octubre del 1962 - un dia abans de l'estrena de Dr. No, encara que és possible que la sèrie es comencés a filmar abans que la pel·lícula.
Altres fonts, com el comentari per a l'edició especial en DVD, declaraven que Moore no va ser seleccionat pel paper de Bond per ser massa jove. Ja que Moore és més gran que Sean Connery, això probablement no és cert. Públicament, Moore no va lligar amb el paper de 007 fins al 1967, quan Harry Saltzman va afirmar que faria un bon Bond, però també manifestava els seus dubtes a causa de la seva popularitat com a Simon Templar. No obstant això, Moore es llençava finalment com James Bond a 007: Viu i deixa morir (1973).
Els dotze anys de Roger Moore com a Simon Templar el van fer guanyar prou popularitat (i credibilitat) entre els admiradors de la ficció de detectius, aconseguint l'acceptació de molts admiradors de Bond, malgrat les comparacions inevitables amb Connery. Moore va interpretar007: Viu i deixa morir (1973);007: L'home de la pistola d'or (1974);007: L'espia que em va estimar (1977);Moonraker (1979);007: Només per als teus ulls (1981);Octopussy (1983) iPanorama per matar (1985)
Fins avui, Moore és l'actor que va interpretar James Bond més temps, havent dedicat dotze anys al paper (des del seu debut el 1973, fins a la seva jubilació del paper el 1985), i va fer set pel·lícules oficials. (Connery també en feia set excepte la seva última pel·lícula de Bond, Never Say Never Again (1983), que no va ser de la sèrie "oficial" d'EON) És també l'actor més gran que interpreta Bond: tenia 45 anys quan va debutar, i 58 quan va anunciar la seva jubilació el 3 de desembre de 1985, on s'acceptava que aquell Moore era massa vell pel paper (va intentar deixar el paper després de007: Només per als teus ulls).
El James Bond de Moore era alegre, més que qualsevol altre actor oficial que va interpretar el personatge. L'estil de Connery, fins i tot en els seus moments més lleugers, era el d'un centrat i resolut agent. Moore sovint descrivia 007 com una mica playboy, però també com a molt capaç i experimentat detectiu. L'humor servia Moore i els seus admiradors|ventalls bé a través de gran part del seu arrendament de Lligam|Bo.
Encara que sovint considerat un'lleuger', a causa de no haver tingut mai una carrera significativa al teatre o d'haver aparegut en drames seriosos, Moore podia presumir d'una educació dramàtica a RADA, la prestigiosa universitat d'actors de Londres. Tanmateix, Moore només hi va anar durant sis mesos el 1945. El 2004, Moore va ser votat 'Millor Bond' amb un 62% de vots mentre que el 2008, també superava en una altra votació a moviefans.com a la nova l'estrella Bond Daniel Craig amb un 56% de vots.

### Carrera post-James Bond i UNICEF (1985 - 2017)
La seva carrera post-Bond va ser minsa. En paraules del seu amic Michael Caine, amb qui coprotagonitzava la desafortunada Bullseye! (1990), "Ara no pot tenir un treball." Amb 74 anys, a Moore se li donava la possibilitat d'un personatge atípic per ells, el d'un extravagant homosexual (amb algunes característiques James Bond) a Boat Trip (2002).
El 1983, la seva vida va canviar en filmar Octopussy a l'Índia. Impressionat per la pobresa a l'Índia, tornava interessat en el Tercer món. La seva amiga Audrey Hepburn l'havia impressionat amb el seu treball a UNICEF, i conseqüentment va esdevenir un Ambaixador de Generositat de l'UNICEF el 1991. Era la veu de'Santa' als dibuixos animats d'UNICEFThe Fly Who Loved Me.
Ara, al principi de la vuitantena, Moore apareix només ocasionalment en cinema o televisió, com Lord Edgar Dobbs a The Quest (1996) i un episodi de la sèrie de TV americana Alias el 2002. En un anunci per a la promoció de la candidatura olímpica de Londres 2012, Moore una vegada més feia de James Bond. Apareixia al costat de Samantha Bond, que interpretava Miss Moneypenny a les pel·lícules de Bond durant l'era Pierce Brosnan. També va aparèixer regularment a programes d'entrevistes, per promoure principalment el treball d'UNICEF.
L'11 d'octubre de 2007 (3 dies abans de fer-ne 80), a Moore se li atorgava una estrella al Passeig de la Fama de Hollywood per la seva obra a la televisió i al cinema. A la cerimònia hi era la família, amics, i Richard Kiel, que havia actuat a L'espia que em va estimar i Moonraker. L'estrella de Moore és la que fa 2.350 i està instal·lada al 7007 de Hollywood Boulevard.

## Vida personal
Moore va deixar la seva primera muller, la patinadora Doorn Van Steyn, per la cantant Dorothy Squires, que era uns quants anys més gran però, en aquella època, considerablement més famosa que ell, i van viure junts per un temps a Dafyn Llanelli, País del Sud de Gal·les. A canvi, mentre filmava a Itàlia el 1961, abandonaria a Squires per l'actriu Luisa Mattioli, vivint amb ella fins al seu matrimoni el 1969. Moore té una filla i dos fills amb Mattioli: el fill Geoffrey Moore és també actor i té un restaurant a Londres. La filla Deborah Moore va sortir com a auxiliar de vol a Die Another Day. Una altra vegada, inesperadament, va acabar aquest matrimoni el 1993, més tard es casava a la Costa Blava, amb la multimilionaria sueco-danesa Kristina'Kiki' Tholstrup.
Moore va viure a Royal Tunbridge Wells una temporada després de primer èxit a The Saint, i després es va traslladar a Surrey abans d'ubicar-se a Hollywood. Durant la filmació de 007: L'espia que em va estimar, el "canalla" Curd Jürgens li fa a Moore fer l'oferta de passar un temps a casa seva a Gstaad, on Moore amb la pràctica de l'esquí. Quan es va casar amb Kiki Tholstrup, va establir una rutina d'hiverns a Gstaad, i estius al seu apartament a Mònaco. Després de 15 anys a Gstaad, ara té un xalet a Crans-Montana, Valais.
Moore va estar implicat en la producció d'un vídeo per la PETA que protesta contra la producció i venda a l'engròs de foie gras. Moore fa la narració al video.
El 1999, a Moore li van atorgar l'Orde de l'Imperi Britànic (CBE), i l'Cavaller Comandant de l'Imperi Britànic (KBE) el 14 de juny de 2003. La concessió de l'orde de Cavalleria va ser per la tasca humanitària de Moore, que havia dominat la seva vida pública durant més que una dècada. A resposta dels crítics, Moore va dir que la citació "significava molt més per mi que el que he fet actuant... Estava orgullós perquè el rebia en nom d'UNICEF globalment i per a tot el que ha aconseguit al llarg dels anys".

## Amistats reials
Moore va tenir amistat amb alguns membres de la família reial danesa: el príncep Joachim de Dinamarca i la seva esposa d'aleshores Alexandra, Comtessa de Frederiksborg, que els van convidar a ell i a la seva muller Kiki al bateig del seu fill petit, el príncep Felix.
El 24 de maig de 2008, ell i la seva muller van assistir al casament del príncep Joachim i la seva promesa francesa, Marie Cavallier, princesa Marie de Dinamarca. També se sap que fou amic del rei Carles Gustau de Suècia.

## Premis
Pel seu treball humanitari
- 2008: Medalla Dag Hammarskjöld (de les Nacions Unides)
- 2005: Premi UNICEF Snowflake Audrey Hepburn Humanitarian
- 2003: Creu del Servei Federal d'Alemanya: pel seu treball contra el tràfic de nens, representant a UNICEF .
- 2003: Knight Commander of the Order of the British Empire
- 1999: Commander of the Order of the British Empire (CBE)

Premis pel reconeixment d'una carrera 
- 2008: Commander de l'Orde Nacional de les Arts i les Lletres (França)
- 2007: Passeig de la fama de Hollywood
- 2002: Festival de TV de Monte Carlo (Premi reconeixement d'una carrera)
- 2001: Premi de reconeixement d'una vida (Filmfestival,Jamaica), representant a UNICEF
- 1997: Festival de cinema de Palm Springs, EUA, Premi de reconeixement d'una carrera
- 1995: TELE GATTO (TV italiana; Premi de reconeixement d'una carrera)
- 1991: GOLDEN CAMERA (TV alemanya; Premi de reconeixement d'una carrera)
- 1990: BAMBI (Premi de reconeixement d'una carrera de la revista alemanya BUNTE)

Pel seu treball
- 1981: OTTO (Estrella més popular; de la revista alemanya BRAVO)
- 1980: Premi Saturn (Artista Internacional Més Popular)
- 1980: Globus d'Or: Favorit del cinema mundial
- 1973: BAMBI (compartit amb Tony Curtis per "The Persuaders", de la revista alemanya BUNTE)
- 1973: MILLOR ACTOR EN TV, premi de la revista francesa TELE-7-JOURS, compartit amb Tony Curtis per "The Persuaders"
- 1967: PREMI ONDAS (TV Espanyola per a "The Saint")
- 1967: OTTO (Estrella de TV més popular per a "The Saint", de la revista alemanya BRAVO.

## Publicacions
Moore va escriure un llibre sobre el rodatge de 007: Viu i deixa morir, basada en els seus diaris. Roger Moore com James Bonds: El relat de Roger Moore del rodatge de Viu i deixa morir es va publicar a Londres el 1973, per Pan Books. El llibre inclou un reconeixement a Sean Connery, amb qui han estat amics durant molts anys: "M'agradaria agrair a Sean Connery - amb qui no hauria estat possible."
L'autobiografia de MooreMy Word is My Bond (ISBN 0-06-167388-9) es va publicar per Collins als EUA el novembre de 2008. Es va publicar al Regne unit per Michael O'Mara Books Ltd el 2 d'octubre de 2008 (ISBN 978-1-84317-318-2).

## Filmografia
| - Perfect Strangers (1945) - Cèsar i Cleopatra (Caesar and Cleopatra) (1945) - Gaiety George (1946) - Piccadilly Incident (1946) - Paper Orchid (1949) - Trottie True (1949) - Honeymoon Deferred (1950) - One Wild Oat (1951) - The Last Time I Saw Paris (1954) - Interrupted Melody (1955) - The King's Thief (1955) - Diane (1956) - The Miracle (1959) - The Sins of Rachel Cade (1961) - Gold of the Seven Saints (1961) - Romulus and the Sabines (1962) - Un branco di vigliacchi (1962) - Vendetta for the Saint (1968) - The Fiction Makers (1968) - Crossplot (1969) - The Man Who Haunted Himself (1970) - Viu i deixa morir (Live and Let Die) (1973) - Gold (1974) - L'home de la pistola d'or (The Man with the Golden Gun) (1974) - That Lucky Touch (1975) - London Conspiracy (1976) - Sherlock Holmes in New York (1976) - Street People (1976) | - Shout at the Devil (1976) - 007: L'espia que em va estimar (The Spy Who Loved Me) (1977) - The Wild Geese (1978) - Evasió a Atenea (Escape to Athena) (1979) - Moonraker (Moonraker) (1979) - North Sea Hijack també coneguda com a ffolkes (1980) - Els llops de mar (The Sea Wolves) (1980) - Sunday Lovers (1980) - The Cannonball Run (1981) - Només per als teus ulls (For Your Eyes Only) (1981) - 007: Octopussy (Octopussy) (1983) - La maledicció de la Pantera Rosa (1983) - The Naked Face (1984) - Panorama per matar (A View to a Kill) (1985) - The Magic Snowman (1987) (veu) - Fire, Ice and Dynamite (1990) - Bullseye! (1990) - Bed and Breakfast (1992) - The Man Who Wouldn't Die (1994 TV) - A la recerca de la ciutat perduda (The Quest) (1996) - The Saint (1997) - Spiceworld: La pel·lícula (1997) - The Enemy (2001) - Na Svoji Vesni (2002) - Boat Trip (2003) - Charles Lindbergh: The True Story (2005) (documental) (narrador) - Here Comes Peter Cottontail: The Movie (2005) (veu) (directament en DVD) - Agent Crush (2008) (veu) |

## Crítiques
Moore ha tingut, i continua tenint, una base de fans enorme a escala mundial, especialment a l'Europa Occidental i als EUA, i, com James Bond, ha estat innegablement una de les primeres estrelles del món del cinema pel que fa a taquilla durant els anys 1970. Tanmateix, han decebut sovint aquells admiradors seus de fora del Regne Unit que troben que a la Gran Bretanya, no és respectat.
Ha estat una mica impopular amb crítics, que han ridiculitzat sovint les seves interpretacions com limitades i de fusta. En elNew York Times del 29 de desembre de 1974, Vincent Canby sarcàsticament escrivia que d'aleshores ença atorgava Moore el "Premi d'interpretació Kabuki... en reconeixement de la manera com ha reduït totes les emocions humanes a una sèrie de variacions sobre un gest, el pujar la cella dreta."
I en laThe Good Film And Video Guide (de 1986), David Shipman va escriure sobre A View to a Kill que Moore fent de James Bond no era més que un tros de plàstic, com quelcom embalsamat però que es movia." John Brosnan, que amb el seu llibre del 1972, James Bond In The Cinema, era el primer escriptor que considerava seriosament el fenomen de les pel·lícules de Bond en si mateixos, com oposats als llibres d'Ian Fleming, i instava Broccoli a reemplaçar Moore, i escrivia en la seva ressenya aStarburstqueMoonraker era "de plàstic... més James Bland que James Bond."
El show satíric de la TV britànicaSpiting Image una vegada 	va fer un sketch on el seu ninot de làtex semblant a Moore, quan demanava mostrar emocions per un director, no fa res però alça una cella. Moore mateix ha manifestat que pensava que l'esbós era estrany, i s'ho prendre amb bon humor. En efecte, sempre havia acceptat l'acudit de'celles' amb entusiasme, afirmant astutament que "només tenia tres expressions com a Bond: cella dreta alçada, cella esquerra alçada i arrufada de celles quan l'agafava en Tauró.Spiting Image continuava l'acudit, presentant una paròdia de les pel·lícules de Bond,The Man with the Wooden Delivery, amb una tilella de Moore rebent l'ordre de Margaret Thatcher de matar Mikhaïl Gorbatxov, i moltes altres sèries familiars de televisió d'aquell temps ridiculitzaven la interpretació de Moore. Rory Bremner un cop va declarar haver rebut una amenaça de mort d'una admiradora irada de Moore, després d'un número routine.
Quan Moore va ser el protagonista d'una edició de la sèrie de la BBC1 Best Of British el 22 d'octubre de 1999, la ressenya a Time Out afirmava que no se l'hauria d'haver inclòs, a causa de ser un "segona fila". Similarment, fent la ressenya del programa aThe Stage, l'escriptor de comèdies Harry Venning escrivia que, mentre ell personalment gaudia de The Saint i de The Persuaders, i "encara que ell (Moore) naturalment té un lloc en l'afecte de la nació, seria dur de pensar que mai no ha estat la millor ....la seva carrera al cinema ha estat en gran part mediocre, i hi ha més possibilitats de trobar l'avió de Glenn Miller que algú que pensi que Moore era el definitiu James Bond. Sospito que l'estimem per les seves limitacions, més que malgrat ellses."
Es va convertir en un evasor d'impostos quan els laboristes van tornar al poder el 1974, i ha viscut a l'estranger des d'aleshores. Tanmateix, el desembre de 2007, va participar en una protesta a Bristol organitzada per l'ala esquerra del sindicat Unite contra el tancament d'una fàbrica de xocolata Cadbury.